# Slobozia (gmina w okręgu Giurgiu)
Slobozia – gmina w Rumunii, w okręgu Giurgiu. Obejmuje tylko jedną miejscowość Slobozia. W 2011 roku liczyła 2377 mieszkańców. 